# Еміль Рено

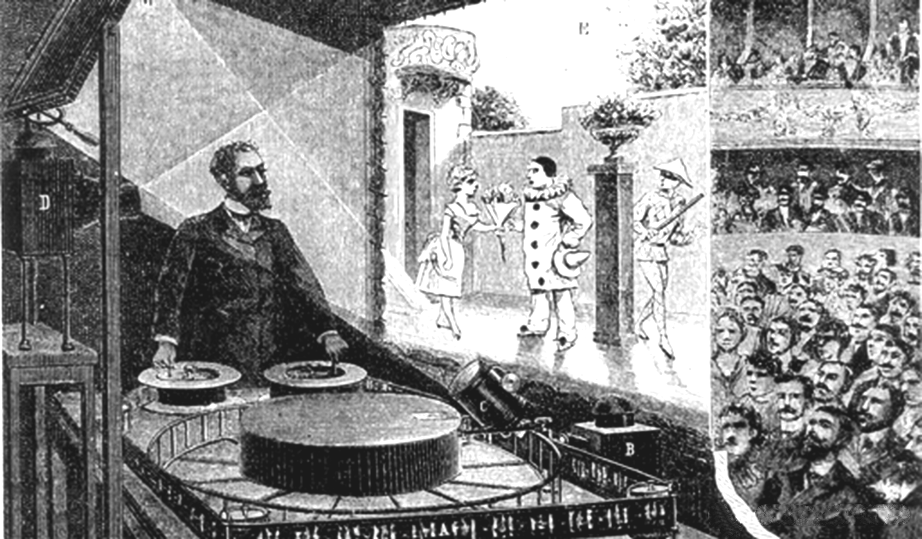
Е.Рено зі своїм оптичним театром

Емі́ль Рено́ (фр. Charles-Émile Reynaud; 8 грудня 1844, Монтрей — 9 січня 1918, Іврі-сюр-Сен) — французький винахідник, художник і популяризатор науки, предтеча мультиплікації.

## Біографія
Син медальєра і годинникаря, Рено з дитинства працював у батька в майстерні. З 1858 року він почав опановувати ремонт і налагодження оптичних інструментів, а потім почав одночасно працювати асистентом паризького фотографа—портретиста Адама Саломона, займаючись ретушшю фотографій. У 1864 році він став помічником відомого лектора і популяризатора науки абата Муаньо, подорожуючи з ним по Франції і навчаючись у свого покровителя майстерності популярної лекції.

## Кар'єра
Взявши за основу зоотроп, який дозволяв розглядати рухомі картинки через видошукач, в 1876 році Рено удосконалив його, поєднавши з чарівним ліхтарем, що дозволяло насолодитись видовищем уже не одному-єдиному глядачу, а багатьом водночас. Рено вирішив замінити циліндр апарату м'якою стрічкою з закріпленими на ній желатиновими пластинками розміром 4x5 см; ці картинки через розміщене в центрі дзеркало відображались на екрані. Крім того, Рено першим почав використовувати постійну декорацію, малюючи її окремо від персонажів і передаючи на екран з допомогою окремого чарівного ліхтаря. Він був також першим, хто синхронізував зображення і звук, причому музичний супровід для своїх фільмів створював також сам.

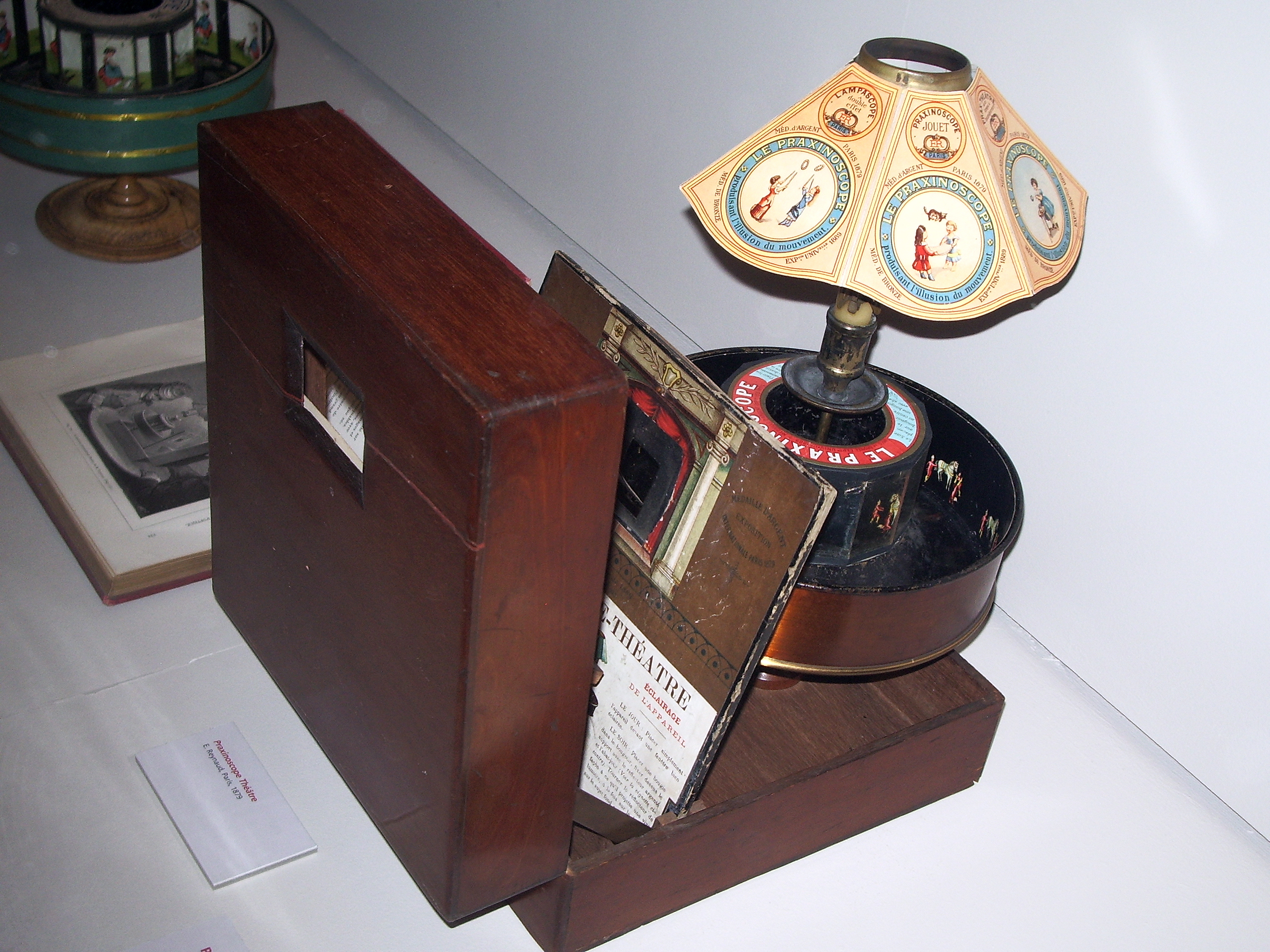
Праксиноскоп.

З 1877 року Рено влаштувався в Парижі і почав читати власні популярні лекції. В цей же час він сконструював праксиноскоп — оптичний прилад, що дозволяв бачити послідовність з кількох малюнків як плавний рух. 30 серпня 1877 року вважається днем народження мальованої мультиплікації — винахід Рено було
запатентовано. Протягом наступних півтори десятиліть Рено удосконалював свій апарат, так що в 1892 році зміг публічно продемонструвати таку послідовність картин на екрані в паризькому музеї Гревен.
Рено показував публіці програми з кількох сюжетів, сеанс тривав 15-20 хвилин. Всі свої «фільми» Рено рисував, розмальовував і монтував сам, наносячи зображення на довгі стрічки, кожен сюжет складався з кількасот картинок.
В 1893—1894 він створив свій шедевр «Навколо кабінки» [Архівовано 18 листопада 2015 у Wayback Machine.] (фр. Autour d'une cabine), але вже в 1895 році народження кінематографу зломило його: рукотворні стрічки Рено не могли конкурувати з більш швидкими у виробництві і більш дешевими кінофільмами. У відчаї винахідник розбив свій апарат і втопив його в Сені разом зі стрічками. Вціліли лише дві з них — третина «Бідного П'єро» (фр. Pauvre Pierrot) та «Навколо кабінки».

## Фільмографія
| Рік  | Фільм                |
| ---- | -------------------- |
| 1892 | Кухоль пива          |
| 1892 | Бідний П'єро         |
| 1892 | Клоун і його собачки |
| 1894 | Rêve au coin du feu  |
| 1894 | Навколо кабінки      |